# Église Saint-Amand de Thomery
Pour les articles homonymes, voir Église Saint-Amand.
L'église Saint-Amand est une église catholique datant du XIIIe siècle située à Thomery en Seine-et-Marne. Elle est située au 12, place Greffulhe.

## Historique

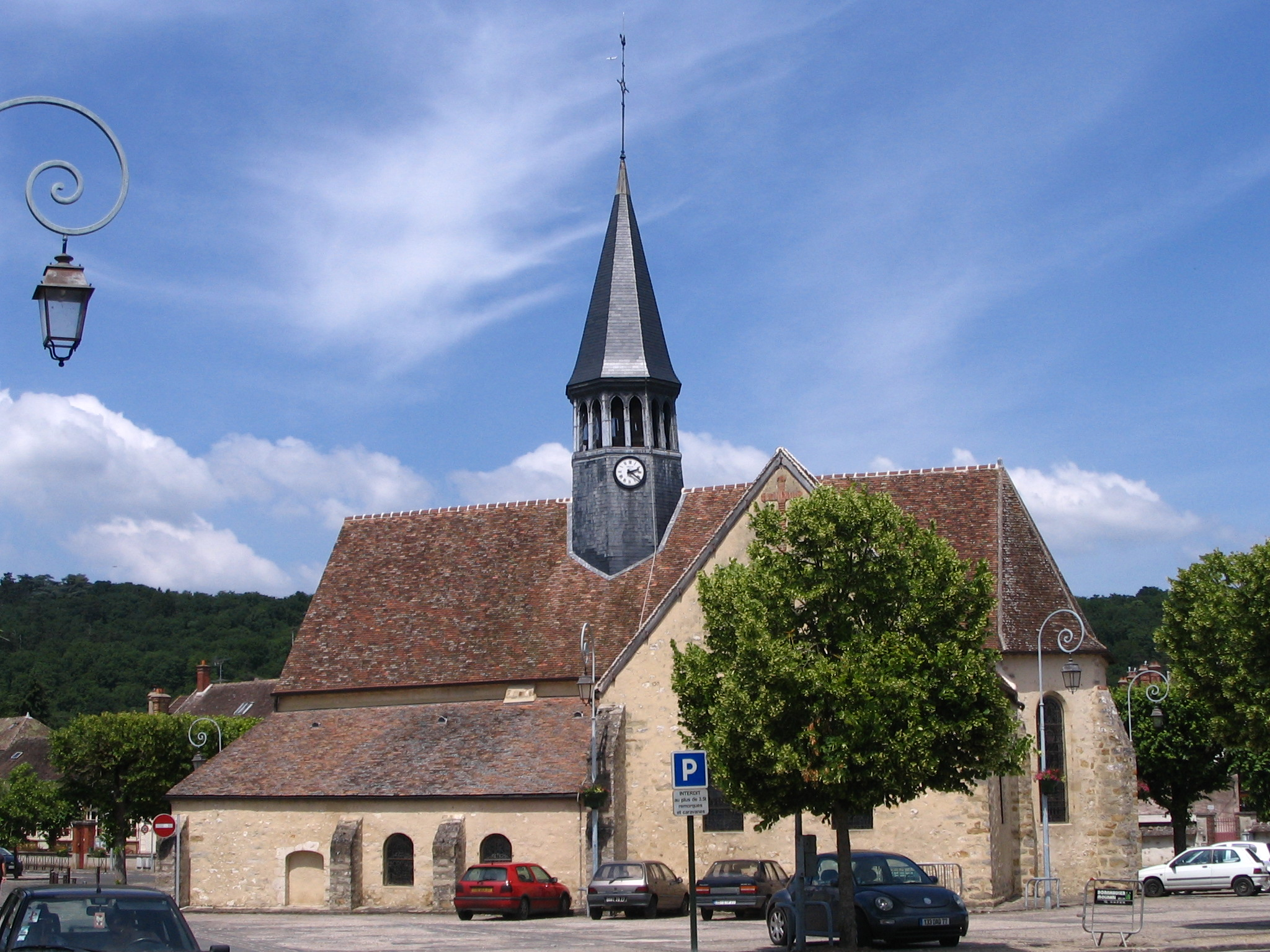
Vue d'ensemble de l'édifice.

L'église est construite principalement au XIIIe siècle et est dédiée à Amand de Maastricht. Elle subit de nombreuses modifications au cours des siècles, dont une importante restauration au XVIIe siècle.
L'édifice est classé au titre des monuments historiques depuis 1948.